# Håkøya

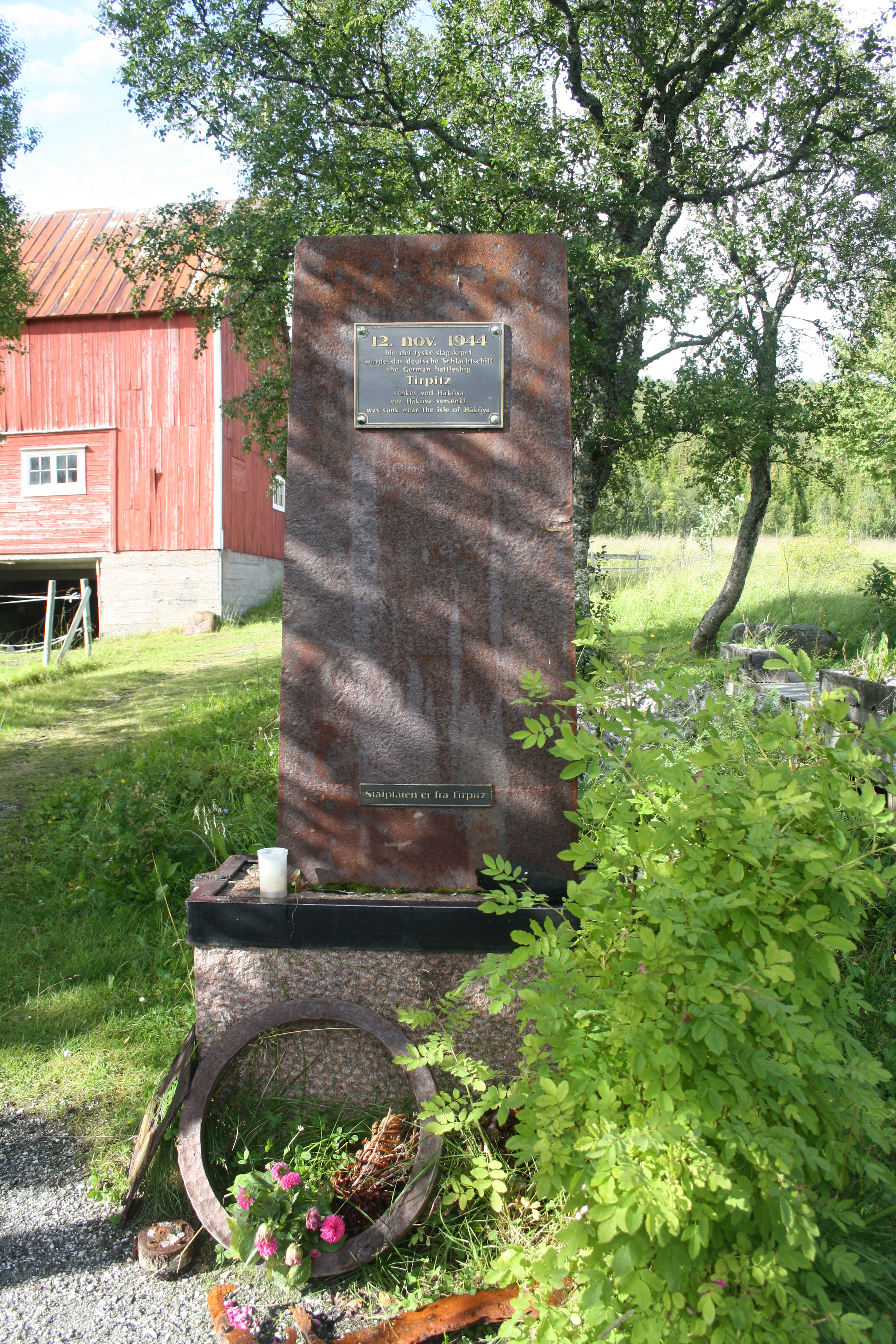
Mahnmal an die Versenkung der Tirpitz

Håkøya ist eine Insel in Norwegen und gehört zur Gemeinde Tromsø in der norwegischen Provinz Troms. 
Sie liegt westlich vor Tromsø und östlich vor Kvaløya im Sandnessundet. Nordwestlich von Håkøya liegt die kleine Insel Stor-Duken, südöstlich Store Grindøya und südlich Litje Grindøya. Håkøya erstreckt sich von Nordosten nach Südwesten über etwa 3,0 Kilometer bei einer Breite von bis zu ungefähr 2,5 Kilometer. Ihr Flächeninhalt beträgt 3,69 km² und sie erreicht im Skjellstonghaugen eine Höhe von 105 Metern. Von ihrer Westspitze besteht über die 330 Meter lange Brücke Håkøybrua eine Verbindung auf die große Insel Kvaløya. Håkøya ist bewaldet, wobei an den Küsten Wohnhäuser, Hütten und Bauernhöfe stehen.
Während des Zweiten Weltkriegs lag ab Oktober 1944 südlich von Håkøya, zwischen Håkøya und Store Grindøya das deutsche Schlachtschiff Tirpitz, wo es am 12. November 1944 versenkt wurde. Zum Gedenken an die Versenkung und den dabei ums Leben gekommenen Menschen, wurde auf Håkøya ein Mahnmal errichtet. Die unter Wasser befindlichen Reste des Wracks sind als Kulturdenkmal eingetragen. Am südlichen Ufer der Insel befindet sich ein beim Angriff auf die Tirpitz entstandener, etwa 20 Meter im Durchmesser messender, mit Wasser gefüllter Bombenkrater, der ebenfalls als Denkmal geführt wird.